# Jerzy Wala
Jerzy Wala (ur. 31 stycznia 1930 w Krakowie) – taternik, alpinista, kartograf gór, z wykształcenia i zawodu inżynier budowy maszyn. Brał udział w trudnych wspinaczkach m.in. w Tatrach (najintensywniej w latach 50. i 60., z nowymi drogami i pierwszymi przejściami zimowymi), Alpach i Kaukazie. Uczestniczył w wyprawach w Pamir, Hindukusz (4 razy, w tym 3 razy jako kierownik) i Karakorum.

## Dorobek kartograficzny i wydawniczy
Jest cenionym w świecie znawcą topografii i eksploracji gór Azji Środkowej, autorem licznych map i opracowań topograficznych dla alpinistów, publikowanych w wydawnictwach polskich (m.in. mapy Hindukuszu od 1973 roku, wiele map cząstkowych zwłaszcza w „Taterniku”), jak i zagranicznych (mapy i podział orograficzny Karakorum, 1990, 1993, rejonu Aconcagua w Andach), wydawanych m.in. w Japonii, Hiszpanii, Niemczech, USA, Wielkiej Brytanii i Szwajcarii.
Jego mapy masywów i liczne mapki szczytów także ukazywały się w popularnych albumowych wydaniach książek, stanowiących kompendia polskich wypraw alpinistycznych, m.in. w tomach III, IV, i V serii W skałach i lodach świata pod redakcją Kazimierza Saysse-Tobiczyka (wyd. Wiedza Powszechna) i w tomie z 1985 r. W górach wysokich (razem ze szkicami ścian) oraz w albumowej wersji książki Jerzego Kukuczki Mój pionowy świat (Sport i Turystyka, Warszawa 1995, ISBN 83-217-2866-9).
W latach 1957–1960 był członkiem redakcji „Taternika”.

### Bardziej znane publikacje zagraniczne
- Jerzy Wala [opracowanie mapy], Carles Capellas, Josep Paytubi [tekst, opis 10 dróg na szczyt]: Aconcagua. Carta Orografica del Aconcagua. 1:50 000, 1986, wyd. 1987 American Alpine Club, wyd. 2002: Aconcagua. Map for Mountaineers and Trekkers, 1:50 000, Cordee Books & Maps, Leicester (UK) 2002; ISBN 1-871890-69-1
- Jerzy Wala: Karakoram. Orographical sketch map 1:250 000. Swiss Foundation for Alpine Research, Zürich 1990
- Jerzy Wala: The Eight-thousand-metre Peaks of the Karakoram. Orographical sketch map 1:50 000. The Climbing Company Ltd., Buxton (UK) 1993, 1994
- Wolfgang Heichel [i Jerzy Wala jako autor 17 map oraz 20 rysunków gór]: Chronik der Erschliessung des Karakorum. Teil I – Western Karakorum (mit 17 Karten von Jerzy Wala... ), seria Wissenschaftliche Alpenvereinshefte, poz. 36. Wydawca: Haus des Alpinismus, München 2003. ISBN 3-928777-97-1 [wydrukowano w Polsce, stron 342, indeksy]